# Avia BH-8
O Avia BH-8 foi um protótipo de caça construído em 1923 na Checoslováquia pela Avia. Era um biplano com asas de envergadura diferentes, baseado no projeto do Avia BH-6, que havia sido destruído em um acidente, com algumas melhorias visando corrigir suas deficiências. Assim como no BH-6, tinha um pilone incomum que conectava a asa superior à fuselagem. Durante os voos de teste, demonstrou melhores características de voo em relação a seu antecessor, sendo inclusive melhor que seus competidores Aero A-20 e Letov Š-7. Em junho de 1924 foi iniciada a produção em massa de 24 unidades um pouco modificadas deste protótipo, sob a designação Avia BH-17.